# Idionyx periyashola
Idionyx periyashola – gatunek ważki z rodziny Synthemistidae. Znany tylko z jednego okazu – samicy odłowionej przez Frasera w 1933 roku. Badacz ten opisał gatunek w 1939 roku, a jako miejsce typowe wskazał Munnar w południowych Indiach; istnieją jednak wątpliwości, czy to dokładnie ta lokalizacja.